# Batolite Boulder

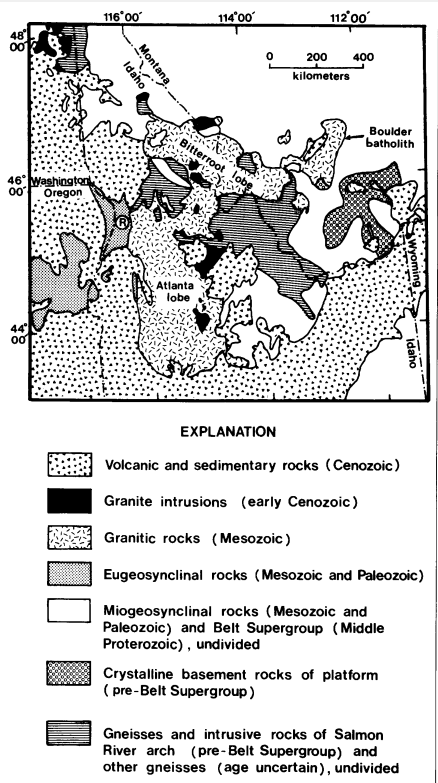
Mappa geologica del batolite Boulder e posizione rispetto ai lobi Bitterroot e Atlanta del batolite dell'Idaho.

Il batolite Boulder  (in lingua inglese: batolite dei macigni) è un batolite relativamente piccolo che si trova nella parte sudoccidentale dello Stato americano del Montana; gli affioramenti sono costituiti da granito (in particolare quarzo-monzonite), e funzionano da roccia ospitante per ricchi depositi di minerali, nella zona attorno alla cittadina di Butte e in altre località.  

Il batolite è geograficamente localizzato tra Butte e Helena (la capitale dello Stato del Montana), tra la valle del Deer Lodge e la valle del Broadwater (nella parte superiore del Missouri), non molto lontano dal lobo Bitterroot del batolite dell'Idaho. Le Elkhorn Mountains, di origine vulcanica, sono una vasta massa di lava ora ricoperta da boschi, associata al batolite.
Le dimensioni del batolite sono di 121 km in direzione nord-sud e di 40 km in direzione est-ovest. Si tratta di dimensioni piuttosto piccole in confronto a quelle della maggior parte degli altri batoliti.

## Etimologia
Il batolite Boulder (in lingua inglese: batolite dei macigni) deriva il suo nome dai grandi macigni arrotondati tipici del paesaggio, che sono il risultato dell'erosione caotica del granito fratturato.

## Struttura
Il batolite è composto di almeno sette ( e forse fino a quattordici) masse rocciose indipendenti chiamate plutoni, che si sono formate al di sotto della superficie terrestre durante un periodo di intrusioni magmatiche avvenute tra 78 e 73 milioni di anni fa, nel Cretacico superiore.
I plutoni sono il risultato della risalita di magma meno denso della roccia circostante, durante una fase di subduzione di quella che era allora la costa occidentale del Nord America, pressoché in corrispondenza dell'attuale confine tra Montana e Idaho. Il sollevamento su scala regionale portò in superficie le masse granitiche precedentemente poste in profondità; la successiva erosione ha esposto le rocce e le vene ricche di minerali che contenevano. Nel batolite sono state estratte enormi quantità di rame, argento, zinco, piombo e altri metalli, scavandole sia in miniere sotterranee che in cave di superficie.